# Comuna Motiikî, Narodîci
Motiikî (în ucraineană Мотійківська сільська рада) este o comună în raionul Narodîci, regiunea Jîtomîr, Ucraina, formată din satele Hrîstînivka, Motiikî (reședința) și Nozdrîșce.

## Demografie
Componența lingvistică a comunei Motiikî
     Ucraineană (95,34%)
     Română (2,33%)
     Rusă (2,07%)
     Alte limbi (0,26%)
Conform recensământului din 2001, majoritatea populației comunei Motiikî era vorbitoare de ucraineană (95,34%), existând în minoritate și vorbitori de română (2,33%) și rusă (2,07%).